# İshak Çakmak
İshak Çakmak (* 20. November 1992 in Bulanık) ist ein türkischer Fußballspieler in Diensten von Boluspor.

## Karriere
Çakmak begann mit dem Vereinsfußball in der Jugend von Çatalhüyük Çumra Belediyespor und wechselte 2005 in die Jugend von Konya Şekerspor. Im Frühjahr 2006 erhielt er hier einen Profivertrag, spielte aber weiterhin zwei Jahre für die Jugend- bzw. Reservemannschaft. Zur Rückrunde der Spielzeit 2007/08 wurde er in den Profikader aufgenommen und absolvierte bis zum Saisonende sieben Viertligaspiele. Fortan hatte er hier einen Stammplatz und spielte für den Verein bis zum Sommer 2012.
Da zum Sommer 2012 Konya Şekerspor und Konyaspor zu Torku Konyaspor fusionierten, zählte Çakmak zu den Spielern, die zum neu geschaffenen Verein wechselten.
Zur Saison 2014/15 wurde er an den Zweitligisten Boluspor ausgeliehen. Für die nachfolge Spielzeit wurde er als Leihgabe an Gaziantep Büyükşehir Belediyespor abgegeben.
Im Sommer 2016 verließ er Konyaspor endgültig und wechselte zum Zweitligisten Balıkesirspor. Eine Saison später wechselte er zum Ligarivalen Boluspor.

## Erfolge
Mit Konyaspor
- Play-off-Sieger der TFF 1. Lig und Aufstieg in die Süper Lig: 2012/13
- TSYD-Ankara-Pokalsieger: 2013